# スティーブン・J・キャネル
スティーブン・ジョセフ・キャネル（Stephen Joseph Cannell, 1941年2月5日 - 2010年9月30日）は、アメリカ合衆国のテレビプロデューサー、脚本家、小説家。エミー賞受賞。

## 経歴
1964年にオレゴン大学を卒業し、1968年に、「スパイのライセンス」の脚本で認められ、ユニバーサルスタジオのテレビ番組制作部門に参加。「特捜隊アダム12」の第3～第4シーズン（1971年～1972年）で脚本を手がけた後、フリーランスとなり、「鬼警部アイアンサイド」や「刑事コロンボ」などに脚本を提供。以後、脚本家、プロデューサとして、犯罪ものを中心に約40作品、1500話以上の製作に携わり、450本以上の脚本を自身で執筆している。時には、自作の「反逆のヒーローレネゲイド」（RENEGADE）やスティーブン・セガール主演の「奪還 DAKKAN -アルカトラズ-」（監督は「ハット・スクワッド」のドン・マイケル・ポール）に俳優として出演していた。
1979年、スティーブン・J・キャネル・プロダクションを設立。1987年、キャネル・スタジオとしてすべての創作活動を統合管理し、その作品はこれまでにのべ1000時間にも及ぶ。
1996年以後、小説家としても活動していた。ロサンゼルス市警察南西分署強盗殺人課のシェーン・スカリー部長刑事を主人公としたシリーズものをはじめ、10数作品を発表。「マフィアをはめろ!」（1998年）の映画化が計画されていた。
2010年9月30日、メラノーマにより死去。69歳没。

## 主な作品

### テレビドラマ
- 特捜隊アダム12（1970-1973）
- 特捜追跡班チェイス（1973）
- 刑事コロンボ〈タイトル「意識の下の映像」脚本〉（1973）
- 刑事トマ（1973）
- ロックフォードの事件メモ（1974-1980）
- 刑事バレッタ（1975）
- OH!ハードボイルド（1980）
- UFO時代のときめき飛行 アメリカン・ヒーロー（1981-1983）
- 探偵ハード&マック（1983-1986）
- 特攻野郎Aチーム（1983-1987）
- 刑事ハンター（1984-1991）
- リップタイド探偵24時（1984-1986）
- スティングレイ《日本未放映のコルベット・スティングレイが活躍する作品》（1986-1987）
- JJスターバック（1987-1988）
- 21ジャンプストリート（1987-1991）
- Wiseguy〔ビデオタイトル：ダーティ・ブル〕（1987-1990）
- デッド・エンド/特捜記者ブラティガンの挑戦（1991）(TVM)
- ザ・コミッシュ（1991-1996）
- シルク・ストーキング（1991-1999）
- パレスガード（1991）
- ハット・スクワッド 帽子の騎士たち（1992-1993）
- 反逆のヒーロー レネゲイド　準レギュラー/ドナルド・ディクソン (1992-1997)
- コブラ《日本未放送のシェルビー・コブラが活躍する作品》（1993-1994）
- ホークアイ（1994-1995）
- 帰ってきた!! 白バイ野郎ジョン&パンチ TVスペシャル ゲスト/ベンディックス（1998）
- V.I.P.　シーズン3 #9 ゲスト/本人役（2001）
- キャッスル 〜ミステリー作家は事件がお好き　シーズン1 #1、シーズン2 #1と#24 ゲスト/本人役（2009、2010）

### 映画
- 特攻野郎Aチーム THE MOVIE
- 奪還 DAKKAN -アルカトラズ-（出演/フランク・ハバード）
- 黒豹のバラード（出演/ジミー・ラヴ）
- 21ジャンプストリート
- 22ジャンプストリート
- 早熟のアイオワ
- 恋のおかたづけしましョ！
- THE THINGザ・シング
- デーモンハンター

### 小説
- シェーン・スカリーシリーズ
  - 『追われる警官』The Tin Collectors (2001)
  - The Viking Funeral (2002)
  - Hollywood Tough (2003)
  - Vertical Coffin (2004)
  - Cold Hit (2004)
  - White Sister (2006)
  - Three Shirt Deal (2008)
  - On the Grind (2009)
  - The Pallbearers (2010)
  - The Prostitutes' Ball (2010)
  - Vigilante (2011)

- その他の作品
  - 『陰謀』 The Plan (1996)
  - 『殺人チャットルーム』 Final Victim (1997)
  - 『マフィアをはめろ！』 King Con (1998)
  - 『九龍城(ガウロン)の闇』Riding The Snake (1999)
  - The Devil's Workshop (2000)
  - Runaway Heart (2003)
  - At First Sight (2008)

## 脚註
1. ↑  伝説的テレビプロデューサー、スティーブン.J.キャネルさん死去 CNN NEWS 日本語版 2010年10月2日閲覧